# Мушович, Зечира
Зечира Мушович (босн. Zećira Mušović; род. 26 мая 1996, Фалун) — шведская футболистка, вратарь английского клуба «Челси» и сборной Швеции.

## Ранняя биография
Мушович родилась 26 мая 1996 года в Фалуне и выросла в Сконе. Семья Мушович жила в городе Приеполе (Югославия). Трое её старших братьев и сестёр родились в этом городе, но семья была вынуждена эмигрировать из-за Боснийской войны. В конце концов она осела в Швеции. Зечира Мушович гордится своим балканским происхождением и ежегодно проводит отпуск в Боснии и Герцеговине, навещая родственников и свой «любимый город» Сараево.

## Клубная карьера
Зечира Мушович начала играть в футбол за «Статтену» ещё в девятилетнем возрасте. Она провела два сезона с главной женской командой клуба во Втором дивизионе 2 в 2011 и 2012 сезонах, внеся свой вклад в повышении в классе команды в 2012 году.
Она перешла из «Статтены» в «ЛдБ Мальмё» в октябре 2012 года. В 2013 году она была дублёром Тоуры Бьёрг Хельгадоуттир, которая была названа вратарём года, когда «ЛдБ Мальмё» обеспечил себе чемпионство Швеции 2013 года. «ЛдБ Мальмё» был реорганизован в «Русенгорд» перед началом Дамаллсвенскана 2014 года, а Мушович был включена в состав главной команды, когда Хельгадоттир покинула клуб во время перерыва в середине сезона.
Затем она делила с немецкой футболисткой Катрин Лангерт место первого вратаря в «Русенгорде». Когда Мушович удалось чаще появляться в составе основной команды в Дамаллсвенскане 2015 года, клуб объявил, что доволен её прогрессом и подписал новый 2,5-летний контракт в мае того же года. Амбициозная Мушович хотела стать лучшим вратарём в мире.
В преддверии сезона Дамааллсвенскана 2016 «Русенгорд» подписал контракт с канадским вратарём Эрин Маклеод, а затем Мушович сломала себе руку, выступая за сборную Швеции (до 23 лет). Клубу пришлось привлечь ветерана Софию Лундгрен в качестве ещё одного голкипера.
После нескольких долгих бесед с директором футбольного клуба «Русенгорд» Терезе Шёгран Мушович согласилась остаться в клубе, хотя и была недовольна потерей своего места основного голкипера в команде после того, как Маклеод оправилась от травмы колена. Вместо того чтобы сделать запрос на трансфер, она решила улучшить свою собственную игру, тренируясь вместе со своим опытным канадским конкурентом за место.
В октябре 2017 года Мушович подписала новый трёхлетний контракт с «Русенгордом», отметив, что «ФК Русенгорд всегда был и будет в моём сердце». Выгодный контракт Маклеод не был продлен, в результате чего она её подруга, а затем и супруга Элла Масар, покинули клуб.

## Карьера в сборной
Мушович была капитаном сборной Швеции (девушек в возрасте до 19 лет) в финальном этапе чемпионата Европы среди девушек до 19 лет в Израиле в 2015 году. Она была расстроена, когда «Русенгорд» отозвал её с турнира, нуждаясь в ней для своих клубных матчей. Разочарование усугубилось, когда Швеция в возрасте до 19 лет выиграла это первенство.
Несмотря на то, что она потеряла свою позицию первого вратаря в своём клубе, Мушович была вызвана новым тренером сборной Швеции Петером Герхардссоном на первый матч отборочного турнира чемпионата мира 2019 года. Она провела несколько матчей на скамейке запасных, а затем дебютировала за сборную Швеции в марте 2018 года, отстояв на ноль в победном матче против России со счётом 3:0 на Кубке Алгарве 2018 года.
Второй матч за шведок для Мушович сложился неудачно, когда она заменила Хедвиг Линдаль в товарищеском матче против Италии в октябре 2018 года. Её ошибка позволила Даниэле Сабатино забить единственный гол в матче. В мае 2019 года она стала одним из трёх вратарей, выбранных главным тренером Швеции для участия в женском чемпионате мира по футболу 2019 года, наряду с Линдаль и Дженнифер Фальк.

## Личная жизнь
Зечира Мушович в 2018 году состояла в отношениях с профессиональным хоккеистом Аленом Бибичем. В том же году она окончила Лундский университет по специальности «Экономика» . Её старший брат Хусо Мушович был футболистом, выступавшим в низших дивизионах.
Мушович ведёт личный блог на своём собственном сайте. Она имеет твердые политические взгляды, выступая резко против «расистской» партии Шведских демократов на всеобщих выборах в Швеции в 2018 году.

## Достижения

### Клубные
«Русенгорд»
Победительница
- Дамаллсвенскан:
  - Чемпионка (3): 2013, 2014, 2015
  - Второе место (2): 2016, 2017
- Кубок Швеции:
  - Обладательница (3): 2016, 2017, 2018
  - Финалист: 2015
- Суперкубок Швеции:
  - Обладательница (2): 2015, 2016

«Челси»
Победительница
- Женская суперлига ФА
  - Чемпионка: 2020/21

Обладательница
- Кубок лиги: 2020/21

Финалистка
- Лига чемпионов УЕФА среди женщин: 2020/21

### В сборной
Швеция
Победитель
- Кубок Алгарве: 2018